# Elin Willows
Elin Willows, född 29 april 1982 i Stockholm, är en svensk författare och kulturjournalist som sedan 2009 bor i Vasa i Finland och arbetar på YLE. Willows debutroman Inlandet nominerades till både Borås Tidnings debutantpris och Katapultpriset och filmatiserades också 2020.